# Custer Died for Your Sins: An Indian Manifesto
Custer Died for Your Sins: An Indian Manifesto, en français Custer est mort pour vos péchés : un manifeste indien, est un essai écrit en 1969 par l'avocat, professeur et écrivain Vine Deloria, Jr. Le livre est remarquable pour sa pertinence pour le mouvement Alcatraz-Red Power (en) et d'autres organisations militantes, telles que le Mouvement Amérindien, qui commençaient à se développer. Le livre de Deloria a encouragé une meilleure utilisation des fonds fédéraux destinés à aider les Amérindiens. Vine Deloria, Jr. présente les Amérindiens sous un jour humoristique, consacrant un chapitre entier à l'humour amérindien. Custer Died for Your Sins a été significatif dans sa présentation des Amérindiens comme un peuple capable de conserver sa société tribale et sa moralité, tout en existant dans le monde moderne.

## Résumé du contenu
Le livre se compose de onze essais et critique les organisations humanitaires, les églises et le gouvernement américain pour leurs efforts visant à « aider » les Amérindiens, qui souvent entravent plutôt qu'aident le progrès. Deloria s'oppose également aux efforts des anthropologues pour comprendre les Amérindiens, consacrant des millions de dollars à l'étude de tribus individuelles qui pourraient les aider à progresser. Le livre prône la religion amérindienne et encourage les groupes religieux à mettre de côté leurs différences théologiques et à aider les tribus dont ils cherchaient à convertir les membres.

### Essais

#### Les Indiens d'aujourd'hui: le réel et l'irréel
Deloria souligne de nombreuses croyances et attitudes qui affectent les relations entre les Amérindiens et les Blancs. Il note que de nombreux Blancs revendiquent une ascendance indienne, généralement celle d'une grand-mère qui était une princesse indienne.
Deloria souligne également avec ironie que les tribus étaient de toute évidence entièrement féminines pendant les 300 premières années d'occupation blanche. L'essai énumère de nombreux autres mythes sur les Amérindiens.

#### Lois et traités
Tout en notant que les présidents américains ont continuellement souligné la nécessité de respecter leurs obligations conventionnelles avec les puissances étrangères, ils ont conclu plus de 400 traités avec des tribus amérindiennes et n'ont encore rempli leurs obligations sur aucun d'entre eux. Deloria considère la guerre du Vietnam comme un autre exemple du manque d’intégrité du gouvernement américain.

#### La politique désastreuse du licenciement
Ce chapitre couvre la politique de licenciement des années 1950, conçue pour assimiler les membres des tribus dans la société blanche. Deloria pense que ce n'a été qu'un autre moyen pour les Blancs d'obtenir des terres amérindiennes.

#### Anthropologues et autres amis
Deloria recommande aux Amérindiens de ne pas coopérer avec les anthropologues, estimant qu'ils exploitent les Amérindiens afin de poursuivre leur propre carrière universitaire. Il déclare qu'ils ont rassemblé des connaissances inutiles et note qu'aucun anthropologue ne s'rdt manifesté lors des audiences de licenciement. Il déclare que « derrière chaque politique et chaque programme dont sont victimes les Indiens, si l'on remonte complètement jusqu'à leur origine, se cache l'anthropologue »,.

#### Les missionnaires et le vide religieux
Le rôle des églises chrétiennes est également attaqué, Deloria préconisant un retour à la religion traditionnelle et une expansion de l'Église amérindienne.

#### Organismes gouvernementaux
Deloria préconise une restructuration du Bureau des Affaires indiennes (BIA), avec davantage de fonds disponibles, à discrétion, pour les tribus. Il recommande également  de déplacer le BIA du ministère de l'Intérieur au ministère du Commerce.

#### Humour indien
C’est la section du livre la plus souvent citée. Deloria souligne que l'humour était un aspect essentiel du contrôle social dans les relations tribales, en tant que moyen de signaler les défauts et les erreurs sans confrontation directe susceptible de porter atteinte à la dignité de l'accusé. Il souligne également que l'humour était un élément essentiel de la survie d'une tribu, les empêchant d'aller aux extrêmes.

#### Le Rouge et le Noir
Deloria note les similitudes entre l'oppression des Amérindiens et celle des Afro-Américains, et souligne également les différences entre les deux. Alors que l’oppression contre les Afro-Américains les exclue généralement de la société blanche, l’oppression contre les Amérindiens implique généralement leur inclusion forcée dans la société blanche. Deloria pense que cela est dû au désir des Blancs de s'approprier et d'exploiter les terres et les ressources amérindiennes. Il note également que c'est une des raisons pour lesquelles les Amérindiens n'ont pas pleinement participé aux efforts en faveur des droits civiques dans les années 1960, estimant que les libéraux ne comprenaient pas le nationalisme amérindien.

#### Le problème du leadership indien
Deloria aborde le manque de leadership central des Amérindiens et les problèmes que cela a causés. Il compare spécifiquement le nombre de dirigeants observés à l'époque des droits civiques et déplore l'absence de personnalités autochtones comparables.

#### Indiens et société moderne
Deloria utilise ce chapitre comme une réponse à ceux qui croient que les Amérindiens n'ont pas leur place dans la société moderne telle qu'ils sont. Plus précisément avec le tribalisme comme point central de discorde. Deloria soutient que le tribalisme est tellement inhérent à l’identité autochtone qu’il les amènera un jour à faire des choses que « tant les Indiens que les non-Indiens pensaient impossibles ».

#### Une redéfinition des affaires indiennes
Dans son dernier chapitre, Deloria plaide pour la fin du licenciement et le début d'une nouvelle ère pour les Indiens d'Amérique. Deloria reflète le mouvement des droits civiques et suggère que c'est un endroit où les autochtones peuvent trouver l'inspiration pour leur propre mouvement.

## Importance
Custer Died for Your Sins: An Indian Manifesto est basé sur un autocollant de pare-chocs et un slogan amérindien des années 1960, « We Shall Overrun ». Le livre a été important au moment de sa publication, car la lutte pour les droits des minorités faisait l'objet d'une attention croissante aux États-Unis. En raison de son importance dans le mouvement Red Power, un exemplaire original du livre a été exposé dans l'exposition à long terme du National Museum of the American Indian « Nos vies : vie et identités contemporaines ». Le livre a amené les anthropologues à repenser la manière dont ils abordaient leurs études sur les tribus amérindiennes. Il reste l’un des essais les plus importants écrits par un Amérindien.